# Glacidorbis isolatus
Glacidorbis isolatus är en snäckart som beskrevs av Winston F. Ponder och Avern 2000. Glacidorbis isolatus ingår i släktet Glacidorbis och familjen Glacidorbidae. Inga underarter finns listade i Catalogue of Life.